# Aleurodicus cocois
Aleurodicus cocois là một loài côn trùng cánh nửa trong họ Aleyrodidae, phân họ Aleurodicinae.
Aleurodicus cocois được Curtis miêu tả khoa học đầu tiên năm 1846.